# Шебалино (Волгоградська область)
Шебалино (рос. Шебалино) — хутір у Октябрському районі Волгоградської області Російської Федерації.
Населення становить 763 особи. Входить до складу муніципального утворення Шебалиновське сільське поселення.

## Історія
Хутір розташований у межах українського історичного та культурного регіону Жовтий Клин.
Згідно із законом від 15 грудня 2004 року № 968-ОД  органом місцевого самоврядування є Шебалиновське сільське поселення.

## Населення
| 2010 |
| ---- |
| 763  |